# A64 Grygov
A64 Grygov – czeski klub szachowy z siedzibą w Grygovie, mistrz kraju z 1998 roku.

## Historia
Klub szachowy powstał w 1991 roku w wyniku przejęcia sekcji szachowej lokalnego klubu Sokol przez przedsiębiorstwo Agentura 64. Przedsiębiorstwo to zostało założone rok wcześniej przez Jaroslava Fuksíka i miało na celu organizację imprez szachowych. W sezonie 1991/1992 klub rozpoczął rywalizację w rozgrywkach ligowych, uczestnicząc w mistrzostwach okręgowych (czwarty poziom). W 1994 roku Agentura 64 przejęła występujący w Extralidze klub Lokomotiva Ołomuniec. W sezonie 1994/1995 klub zajął ostatnie, dziesiąte miejsce w lidze, jednak utrzymał się dzięki zwycięstwu w barażach. W następnym sezonie klub zdobył wicemistrzostwo Czech. Identyczny rezultat osiągnięto rok później. W sezonie 1997/1998 klub zdobył mistrzostwo kraju. W kadrze drużyny znajdowali się wówczas m.in. Igor Štohl, Karel Mokrý, Tomáš Oral, Radek Kalod i Robert Cvek. W 2000 roku klub uzyskał wicemistrzostwo Czech, a rok później klub zajął trzecie miejsce w Extralidze. W 2009 roku A64 zajął czwarte miejsce w lidze. W sezonie 2010/2011 klub zakończył rozgrywki ligowe na drugim miejscu. W 2014 roku zespół spadł z Extraligi. W sezonie 2016/2017 klub wygrał 1. Ligę, jednak z przyczyn finansowych zrezygnował z awansu. Rok później nastąpił spadek A64 do 2. Ligi.

## Zawodnicy
Zawodnikami klubu byli arcymistrzowie: Vlastimil Babula, Piotr Bobras, Mikuláš Maník, Karel Mokrý, Tomáš Petrík i Igor Štohl. W klubie grali ponadto m.in.: Rolands Bērziņš, Piotr Brodowski, Robert Cvek, Jana Jacková, Artur Jakubiec, Krzysztof Jasik, Radek Kalod, Monika Krupa, Eva Kulovaná, Michał Luch, Marek Matlak, Karolína Olšarová, Tereza Olšarová, Tomáš Oral, Pavel Šimáček, Kamil Stachowiak, Dariusz Szoen i Stanisław Zawadzki.